# Ayyavali

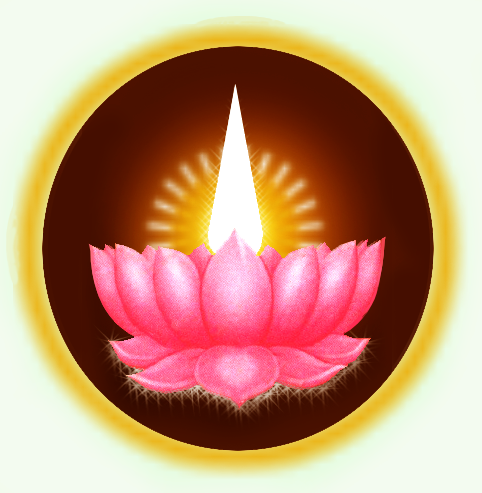
Das Symbol von Ayyavali

Ayyavali (tamilisch: அய்யாவழி, Ayyāvaḻi; oft Ayyavazhi; dt.: „Weg des Vaters“) ist nach Ansicht ihrer Anhänger eine tamilische monistische Religion, die in Südindien im mittleren 19. Jahrhundert entstand. Ayyavali zählt in Indien hingegen nicht als eigenständige Religion, sondern wird als Form (Abspaltung) des Hinduismus gewertet und die Ayyavali-Anhänger werden bei den Volkszählungen in Indien zu den Hindus gezählt.
Abgesehen von den Ayyavali-Anhängern erkennen auch einige soziale sowie religiöse Fakultäten Ayyavali als eigenständige Religion an. Obwohl Ayyavali auch außerhalb des Bundesstaates Tamil Nadu ausgeübt wird, leben die Anhänger des Ayyavali hauptsächlich in den Distrikten Kanyakumari, Tirunelveli und Thoothukudi in Tamil Nadu. Das schnelle Wachstum der Gemeinschaft der Ayyavali im ersten Jahrhundert nach ihrem Entstehen ist von christlichen Missionaren im mittleren 19. Jahrhundert bemerkt und aufgezeichnet worden. Die Ideen und die Philosophie der Religion basieren auf der Lehre von Ayya Vaikundar und den frommen Texten Akilattirattu Ammanai und Arul Nool.
Diesen Büchern zufolge war der Gründer der Religion, Ayya Vaikundar, eine Manu-Reinkarnation (Trimurti). Obgleich Ayyavali und Hinduismus in Mythologie und Praxis viele Ideen gemeinsam haben, unterscheiden sie sich in einigen Punkten, insbesondere in den Konzepten von „Gut und Böse“ und von Dharma.

## Wortbedeutung
Die Ursprünge des Namens Ayyavali sind nicht bekannt. Die verschiedenen Lesarten seiner Bedeutung beinhalten:
- „Weg des Vaters“ – in der örtlich gesprochenen tamilischen Sprache ayya (Vater) + vali (Weg). Diese Lesart ist im Tamilischen am meisten verbreitet, da ayya "lieber Vater" bedeutet.
- „Die entscheidende Wahrheit des Meisters“ – von ayya (Meister) + vali (die entscheidende Wahrheit) – ist vom übertragenen Gebrauch der Wörter abgeleitet.
- „Glaubenslehre des Gurus“ – Ayya als (Guru) + vali (Glaubenslehre = valibadu auf Tamilisch).
- „Weg zu den heiligen Füßen der Gottheit“ – Ayya als (Gottheit) + vali (Weg zur Vereinigung)

Die synonymen Übersetzungen der Phrase sind unbegrenzt, weil die Bedeutung des tamilischen Wortes ayya zwischen „Vater, Guru, der Höherstehende, Würdenträger, Respektsperson, Meister, König, Lehrer, Unterrichtender" und anderen schwankt. Das Wort vali bedeutet "Weg, Verhaltensregel, Weise, Methode, Modus, Ursache, Altertum, Abfolge, Glaubenslehre, Vernunft“ u. a.

## Geschichte
Die Religion der Ayyavali trat erstmals durch eine große Zahl von Menschen in Erscheinung, die sich zusammenscharten, um dem Begründer Ayya Vaikundar zu huldigen. Die meisten dieser Anhänger von Ayyavali kamen aus den marginalisierten und sozial benachteiligten Schichten der tamilischen Gesellschaft. Obgleich die meisten der Anhänger der Kaste der „Chanar“ entstammten, gewann die Religion auch Anhänger aus anderen Kasten. Die fünf Citars, die Jünger Vaikundars und ihre Nachkommen bereisten verschiedene Teile des Landes und verbreiteten die Lehren von Ayyavali.
In der Mitte des 19. Jahrhunderts war Ayyavali schließlich als Religion erkannt worden, allerdings beschränkt auf die kleine Region des südlichen Travancore und des südlichen Tirunelveli. Die Anzahl seiner Anhänger war seit den 1840er Jahren stark angestiegen. Nach dem Tod des Gründers Ayya Vaikundar wurde die Religion basierend auf dessen Lehren sowie den Büchern Akilattirattu Ammanai und Arul Nool weiter verbreitet. Hunderte von Nizal Thangals genannte Anbetungsstätten wurden im ganzen Land errichtet.
Der derzeitige Führer dieser Religionsgemeinschaft, Bala Prajapathi Adikalar, ist ein Nachkomme der Payyan-Dynastie. Er hat zahlreiche „Nizal Thangals“ gegründet. Der Tag der angeblichen Inkarnation Ayya Vaikundars („Ayya Vaikunda Avataram“) wurde in den Distrikten Tirunelveli und Thoothukudi, früher schon im Distrikt Kanyakumari, zum Feiertag erklärt.

## Schriften und heilige Orte
Die heiligen Bücher von Ayyavali sind Akilattirattu Ammanai (oft Akilam abgekürzt) und Arul Nool. Sie sind die Quellen der Mythologie der Ayyavali-Religion. Die Legende der Ayyavali behauptet, dass das  Akilattirattu Ammanai  von Hari Gopalan Citar aufgeschrieben wurde. Es gibt keine nachprüfbare Geschichte über die Herkunft des Buches Arul Nool, doch glauben die Ayyavali, es sei von Citars und Arulalarkal (einer, der von göttlicher Macht ergriffen wird) geschrieben worden. Es enthält Gebete, Hymnen und Anweisungen für die Anbetung in Ayyavali, Rituale, Prophezeiungen und auch viele Taten.
Die Anhänger der Ayyavali kennen fünf „Pathi“ genannte heilige Plätze, deren wichtigster „Panchappathi“ ist. Der Tempel von Swamithoppepathi ist der Hauptsitz der Ayyavali-Religion. Der Vakaippathi, wohin Vaikundar 700 Familien geschickt hatte, wurde im heiligen Buch Akilam als Pathi gewertet, obwohl dieser Ort keine direkte Verbindung zu den Taten des Vaikundar hat. Es gibt innerhalb der Gemeinschaft der Avyyavali ernste Unstimmigkeiten über die tatsächliche Heiligkeit einiger der „heiligen“ Plätze. Der Avatharappathi in Thiruchendur wird im Buch Akilam als Pathi akzeptiert, jedoch glauben manche Ayyavali, dass der Ort, an dem der heutige Tempel steht, nicht die exakte Stelle ist, an der Ayya Vaikundar aus dem Meer wiedergeboren ist; sie sind anderer Meinung als die übrigen Anhänger. Es gibt auch eine Reihe Anhänger, die sich deutlich gegen die Heiligkeit Thiruchendurs als Pathi aussprechen, obwohl sie es als zweitrangigen heiligen Ort akzeptieren.

## Symbole

Stilisierte Version des Lotus-Symbols

Das Symbol der Ayyavali Religion ist eine 1.008-blättrige Lotusblüte, die ein flammenförmiges weißes „Namam“ trägt. Die Blüte symbolisiert das Sahasrara (das sogenannte Kronenchakra, siehe auch Chakra), tamilisch Ladam, und das Namam stellt das Anma Jyoti oder  Atman  dar, übersetzt etwa „Seele“ oder „Selbst“. Es gibt Hinweise auf den Tirunamam in den Primär- und Sekundärschriften Akilattirattu Ammanai und Arul Nool, aber es scheint, dass es keinen direkten Hinweis auf das Symbol „Lotos, Namam tragend“, dort in den Schriften gibt. Nach einigen Legenden war dieses Symbol seit den frühen 1840ern bei den Ayyavali in Gebrauch.

## Anbetungszentren
Die Anhänger des Ayyavali richteten Pathis und Nizhal Thangals, die Zentren des Lernens und des Gebets sind, in verschiedenen Teilen des Landes ein. Sie dienten als Zentren für die Verbreitung des Glaubens und der Praktiken von Ayyavazli. Es gibt mehr als 3500 Anbetungzentren, verteilt über ganz Südindien. Da Ayyavali keine organisierte Religion ist, dient Swamithoppepathi als religiöser wenn auch nicht offizieller Hauptsitz.

### Pathis
Pathis waren die wichtigen Zentren der gemeinschaftlichen Gottesdienste, sie waren im Besitz von verhältnismäßig größeren Strukturen als die Tempel. Die Pathis schulden ihre Bedeutung der Tatsache, dass Ayya Vaikundar und seine Tätigkeiten historisch mit diesen Orten der Anbetung verbunden waren. Es sind sechs an der Zahl.

### Nizhal Thangals
Nizhal Thangal sind einfache kleine Gebäude, die errichtet wurden, um die Lehren des Ayya Vaikundar zu verbreiten. Auch Nahrung und Schutz wurden dem Bedürftigen in diesen Zentren angeboten. Einige von ihnen wurden noch zu Lebzeiten des Vaikundar gegründet. Noch heute ist Nächstenliebe und Wohltätigkeit eine der hauptsächlichen Aktivitäten dieser Zentren. Sie sind wichtige Orte des Gebets, werden aber zum Teil auch als Schulen und Gemeindezentren genutzt.

## Kontroversen
Obwohl die Mehrzahl der Anhänger Ayyavalis die Auffassung vertreten, dass es sich bei Ayyavali um eine unabhängige Religion handelt, ist diese in Indien nicht offiziell als eigenständige Religion anerkannt. Es gibt auch Hinweise, dass selbst einige der Anhänger von Ayyavali dies eher als hinduistische Sekte denn als selbständige Religion betrachten.
Die Riten des Gebets und die Mythologie ähneln dem Hinduismus und der Gründer der Religion wird von seinen Anhängern als Inkarnation des hinduistischen Gottes Vishnu angesehen. Auch den Glauben an die Götter Brahma, Vishnu und Shiva teilen Ayyavali mit den Hindus. Die mystischen Praktiken der Prozessionen und Weissagungen der Ayyavali ähneln denen der Stammesreligionen in Tamil Nadu.
Die Verbreitung von Ayyavali in Tamil Nadu ist auf einige wenige Gebiete im Süden des Bundesstaats sowie im südlichen Kerala beschränkt. Die Mehrzahl der Anhänger entstammten der Kaste der Nadar. Es gibt keine offiziellen Angaben zu der Anzahl der Ayyavali-Anhänger; da die indische Regierung Ayyavali nicht als eigenständige Religion anerkennt, werden die Anhänger im offiziellen Zensus zu den Hindus gezählt.
Außer den beiden mit Ayyavali verbundenen religiösen Texten Akilattirattu Ammanai und Arul Nool gibt es keine weiteren Informationsquellen zu der Philosophie. Die Philosophie dieses Glaubens, seine Mythologie und Gebetsriten sind identisch mit denen des Hinduismus wie Advaita und Smartism.